# River Oaks
River Oaks è un comune degli Stati Uniti d'America, situato in Texas, nella contea di Tarrant.